# Wassili Olegowitsch Polownikow
Wassili Olegowitsch Polownikow (russisch Василий Олегович Половников; * 28. April 1986 in Kabardino-Balkarien) ist ein russischer Gewichtheber.

## Karriere
Polownikow war 2003 Jugend-Europameister, 2005 und 2006 Junioren-Europameister sowie 2006 Junioren-Vize-Weltmeister. Bei den Aktiven gewann er bei den Europameisterschaften 2008 in Lignano Sabbiadoro die Silbermedaille in der Klasse bis 85 kg. 2009 wurde er Russischer Meister in der Klasse bis 94 kg und stellte dabei im Reißen mit 226 kg einen neuen Landesrekord auf. Allerdings wurde er bei einer Trainingskontrolle Ende des Jahres positiv auf Metandienon getestet und für zwei Jahre gesperrt. 2014 wurde er bei den Russischen Meisterschaften Vize-Meister in der Klasse bis 105 kg.